# Jörg Sandvoß
Jörg Sandvoß (* 10. Dezember 1958 in Frankfurt am Main) ist ein deutscher Manager. Bis Juli 2022 war er Vorstandsvorsitzender der DB Regio AG.

## Leben
Sandvoß ist promovierter Finanzwissenschaftler und übernahm vor seiner Tätigkeit bei der Deutschen Bahn bereits mehrere Aufgaben bei der Deutschen Lufthansa und Lufthansa Systems. Seit dem Jahr 2000 ist Sandvoß bei der Deutschen Bahn AG.
Zunächst arbeitete er bis 2007 bei der DB Fernverkehr AG in der Angebotsplanung und war für internationale Kommunikationen zuständig. Anschließend wechselte er als Chef-Fahrplaner zur DB Netz AG und wurde 2010 zum Vorstand Vertrieb und Personal berufen.
Am 1. Januar 2016 folgte er Manfred Rudhart, der als CEO zur Auslandstochter Arriva wechselte, als Vorstandsvorsitzender der DB Regio. Seinen Job bei der DB Netz AG übernahm Thomas Schaffer.
Ab Juli 2022 wechselte er innerhalb des Konzerns zum Konzernbeauftragten für gemeinwohlorientierte Infrastruktur, so die Deutsche Bahn in einer Pressemitteilung. Seine bisherige Position wird von Evelyn Palla übernommen.
Im Jahr 2024 sollte Sandvoß laut Der Spiegel die DB aus Altersgründen verlassen.